# Benvenuto di Giovanni

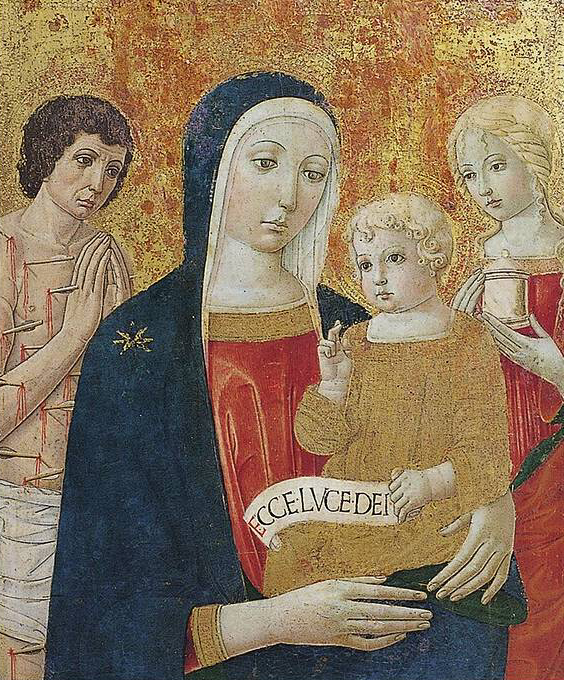
Virgen con el Niño de Santa Maria Maddalena de Saturnia.

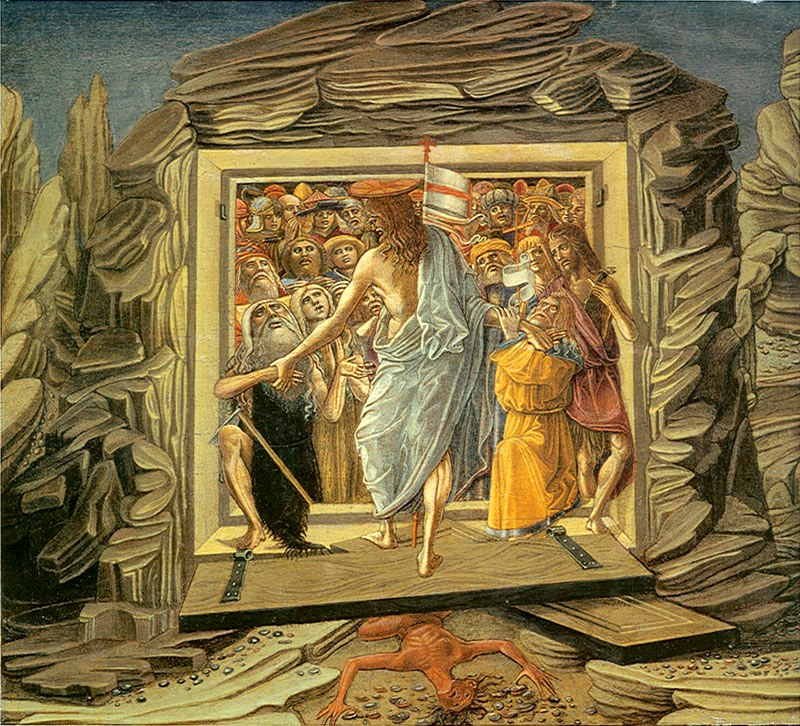
Descenso de Cristo a los infiernos (1491).

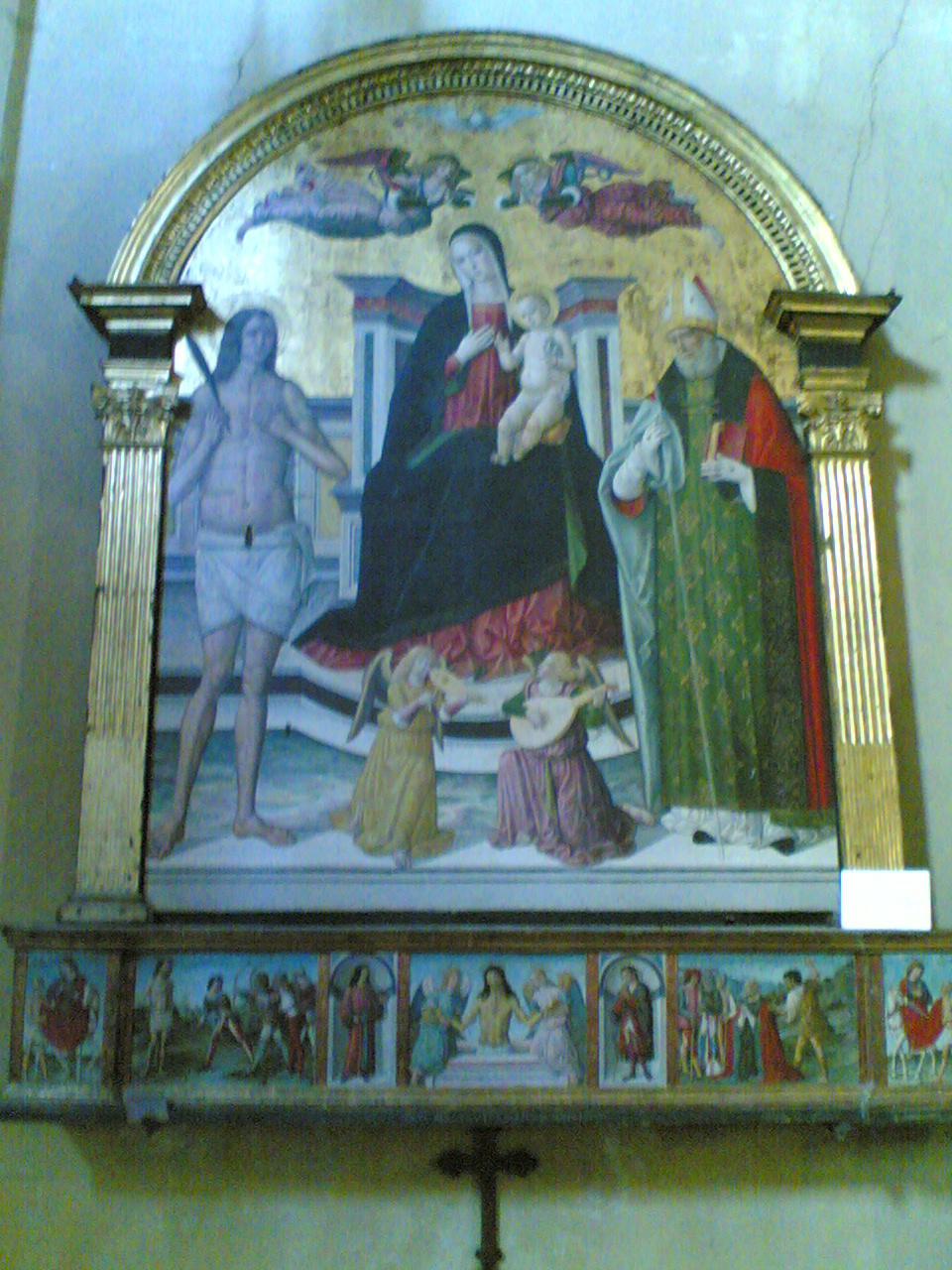
Virgen con el Niño de Sinalunga.

Benvenuto di Giovanni del Guasta o di Meo del Guasta (Siena, 13 de septiembre de 1436 - ídem 1518), fue un pintor italiano de la escuela de Siena, uno de los pocos maestros que continúan la tradición tardogótica a finales del XV y comienzos del XVI.
Fue probablemente discípulo de Vecchietta, ya que se reconoce en él la influencia de obras paduanas y florentinas.
Su obra maestra es un tríptico de la Basílica de San Domenico de Siena, fechada en 1475.
Su hijo Girolamo di Benvenuto di Giovanni del Guasta (1470-1524), también pintor, perteneció a su taller, lo que complica las atribuciones recíprocas.

## Obra
- Madonna col Bambino, Collegiata di San Martino, Sinalunga,
- Madonna della Misericordia (1481), encargo del Monte dei Paschi di Siena
- La muerte de Santa Catalina
- Virgen con el Niño entre san Bernardino y santa Catalina de Siena
- Juicio de Paris, sur un bouclier de parade
- Adoración del Niño con san Jerónimo y san Francisco, Philbrook Museum of Art, Tulsa
- San Jerónimo en el desierto
- Descenso de Cristo al limbo, temple sobre madera, 43 cm x 48,7 cm, National Gallery of Art, Washington
- San Jerónimo, Wallace Collection, Londres
- Matanza de los inocentes
- Natividad, miniatura de un antifonario, Cleveland Museum of Art
- Virgen con Niño, National Gallery, Londres
- Adoración de los Magos, National Gallery of Art, Washington
- Virgen con Niño y santos, National Gallery, Londres
- Lamentación sobre Cristo muerto
- Agonía en el jardín,  National Gallery of Art, Washington
- Cristo llevando la cruz, National Gallery of Art, Washington
- Crucifixión
- Resurrección, National Gallery of Art, Washington
- Virgen con el Niño con san Jerónimo y san Bernardino de Siena, National Gallery of Art, Washington
- Virgen con el Niño y dos ángeles, Detroit Institute of Arts
- Santa Catalina de Siena exorcizando a una mujer poseída, Denver Art Museum
- Venus y Cupido, Denver Art Museum
- Martirio de san Fabián, musée du Petit Palais (Aviñón)
- Matanza de los inocentes, musée du Petit Palais